# Cantón de Les Matelles
El cantón de Les Matelles era una división administrativa francesa, que estaba situada en el departamento de Hérault y la región de Languedoc-Rosellón.

## Composición
El cantón estaba formado por catorce comunas:
- Cazevieille
- Combaillaux
- Les Matelles
- Le Triadou
- Murles
- Prades-le-Lez
- Saint-Bauzille-de-Montmel
- Saint-Clément-de-Rivière
- Sainte-Croix-de-Quintillargues
- Saint-Gély-du-Fesc
- Saint-Jean-de-Cuculles
- Saint-Mathieu-de-Tréviers
- Saint-Vincent-de-Barbeyrargues
- Vailhauquès

## Supresión del cantón de Les Matelles
En aplicación del Decreto nº 2014-258 de 26 de febrero de 2014, el cantón de Les Matelles fue suprimido el 22 de marzo de 2015 y sus 14 comunas pasaron a formar parte del nuevo cantón de Saint-Gély-du-Fesc.